# Șcerbuhî, Kremenciuk
Șcerbuhî (în ucraineană Щербухи) este un sat în comuna Demîdivka din raionul Kremenciuk, regiunea Poltava, Ucraina.

## Demografie
Componența lingvistică a localității Șcerbuhî
     Ucraineană (100%)
Conform recensământului din 2001, toată populația localității Șcerbuhî era vorbitoare de ucraineană (100%).